# Hanska
Hanska – miasto w Stanach Zjednoczonych, w stanie Minnesota, w hrabstwie Brown.